# ティム・パーカー
ティム・パーカー（Tim Parker、1993年2月23日 - ）は、アメリカ合衆国の同国代表プロサッカー選手。ポジションはDF。メジャーリーグサッカー・セントルイス・シティSC所属。

## 経歴

### クラブ
2015年MLSスーパードラフトの全体13人目でバンクーバー・ホワイトキャップスに指名された。同年3月30日、USLに所属するリザーブチームの試合に出場しプロデビュー。
2018年3月、フェリペ＋金銭＋外国籍選手枠とのトレードでニューヨーク・レッドブルズに加入。

### 代表
2016年1月のアイスランド戦で代表初召集。2018年6月のアイルランド戦で初キャップ。

## タイトル

### クラブ
バンクーバー・ホワイトキャップス
- カナディアン・チャンピオンシップ: 2015

ニューヨーク・レッドブルズ
- サポーターズ・シールド: 2018